# Melanotaenia duboulayi
Melanotaenia duboulayi là một loài cá cầu vồng sống trong môi trường nước ngọt đặc hữu ở miền đông nước Úc. Chúng cũng được nuôi trong bể cá từ đầu thế kỷ 20 và là loài cá cầu vồng nguyên bản của nước Úc.
Nguyên mẫu của loài này được thu thập bởi Duboulay (du Boulay) vào những nam 1870 ở lưu vực sông Richmond ở phía bắc New South Wales. Nó được nhà tự nhiên học Francis de Castelnau mô tả trong các tài liệu khoa học với tên Atherinichthys duboulayi vào năm 1878. Về sau, tên gọi của nó được đổi thành Nematocentris fluviatilis và Melanotaenia fluviatilis. Nó được phân loại lại thành Melanotaenia splendida fluviatilis sau một bài đánh giá về nhóm cá cầu vồng của Allen vào năm 1980. Tên khoa học hiện tại, Melanotaenia duboulayi được đưa ra bởi Crowley, et al. vào năm 1986 dựa vào kết quả của việc nghiên cứu các giai đoạn đầu đời của chúng. Nghiên cứu này tách M. splendida fluviatilis thành hai loài M. duboulayi sống ở các hệ thống thoát nước ven biển phía đông của miền bắc New South Wales và miền nam Queensland, và M. fluviatilis sống ở hệ thống lưu vực nội địa Murray-Darling phía tây dãy Great Dividing.
Con đực khi trưởng thành có thể đạt chiều dài tối đa là 12 cm (4,7 in), tuy nhiên, hiếm có có cá thể nào vượt quá 10 cm. Còn con cái thì nhỏ hơn con đực. Chúng có hai vây lưng rất gần nhau, cái đầu nhỏ hơn cái sau. Màu vây thay đổi từ trong suốt đến vàng rồi lại màu đỏ. Đốm đỏ của con đực sẽ trở thành màu đen khi vào mùa sinh sản.
Chúng là loài ăn tạp nên thức ăn của chúng bao gồm rất nhiều thức ăn, đặc biệt là động vật không xương sống và tảo. Trong điều kiện nuôi nhốt, chúng có thể ăn thức ăn chế biến sẵn.
Chúng sinh sản trước mùa mưa, trứng bám vào thảm thực vật dưới nước và rễ cây.
Khi so sánh sánh chúng với sáu loài cá bản địa bao gồm cả loài chuyên ăn ấu trùng muỗi về việc tiêu thụ ấu trùng muỗi thì đây là loài có mức tiêu thụ ấu trùng cao nhất.